# Jan Grzeliński
Jan Grzeliński (ur. 14 marca 1994 we Wrocławiu) – polski koszykarz, występujący na pozycji rozgrywającego, obecnie zawodnik WKK ProBiotics Wrocław.
12 stycznia 2017 rozwiązał umowę z klubem Startu Lublin za porozumieniem stron. Dzień później podpisał umowę z Siarką Tarnobrzeg. W sezonie 2017/18 reprezentował Śląsk Wrocław.
8 sierpnia 2018 został zawodnikiem Księżaka Syntex Łowicz.

## Osiągnięcia
Drużynowe
- Awans do I ligi z WKK Wrocław (2013)
- Mistrz Polski:
  - juniorów starszych (2012, 2013)
  - juniorów (2011)
  - kadetów (2010)
  - młodzików (2008)

Indywidualne
- MVP mistrzostw Polski:
  - juniorów starszych (2013)
  - kadetów (2010)
  - młodzików (2008)
- Zaliczony do I składu mistrzostw Polski:
  - juniorów starszych (2012)
  - juniorów (2011)
  - młodzików (2008)

Reprezentacja
- Mistrz Europy U–20 dywizji B (2013)[4]
- Uczestnik[4]:
  - mistrzostw Europy:
    - U–16 (2010 – 11. miejsce)
    - U–18 (2011 – 6. miejsce)
    - U–20 (2014 – 9. miejsce)

  - mistrzostw świata U–19 (2011 – 7. miejsce)